# Bjørn Andersen (atlet)
 Der er flere personer med dette navn, se Bjørn Andersen.
Bjørn Andersen (31. maj 1931 i Slagelse- 2006) var en dansk atlet (stangspringer).
Andersen startede sin idrætskarriere i Slagelse, hvor han vandt det danske ungdomsmesterskab (17-18 år) i stangspring i 1948 og 1949. Efter studentereksamen flyttede han til København for at fortsætte sin uddannelse i Østasiatisk Kompagni og blev medlem af Sparta Atletik for hvem han vandt det danske juniormesterskab i stangspring i 1950 og 1951. Det skulle der gå ti år før han vandt sit første og eneste seniormesterskab i sin hoveddisciplin stangspring. I 1952 og 1953 vandt han de danske mesterskaber i både fem- og tikamp, i hård konkurrence med klubkammeraten Helmuth Duholm. I 1951 satte han dansk rekord i femkamp med 3270 point. Både 1951 og 1952 nåede han en 20. plads på verdensranglisten i tikamp med 6706 og 6642 point.
I 1953 blev Andersen af sit firma, Østasiatisk Kompagni, udsendt til Thailand, hvor han fortsatte sin atletikkarriere. Der skulle gå fire år uden DM-deltagelse, til 1957 hvor han for en kort tid var hjemme i Danmark og vandt DM i tikamp. Desuden havde han i Thailand udviklet sig som længdespringer og ved DM i denne disciplin besatte han andenpladsen med 6,99 meter. 
I 1957 rejste Andersen til USA hvor han studerede business administration ved University of Maryland, for hvis atletikhold han startede gennem studietiden. Han vandt flere universitetsmesterskaber i stangspring. Hans bedste resultat i USA var 4,45 meter, 15 centimeter højere end den stående danske rekord. Dette resultat blev dog aldrig anerkendt i Danmark. I 1960 vendte han hjem till Danmark i håb om at kvalificere sig til OL i Rom. Kvalifikationskravet på 4,40 meter klarede han ved et stævne på Bislett Stadion i Oslo den 12. juli, hvor han forbedrede Richard Larsens danske rekord med 10 centimeter. En måned senere vandt han DM i ny mesterskabsrekord, 4,35 og længdespring på 6,94. I Rom klarede han begynderhøjden 4,20 og rev derefter på næste højde hvilket placerede ham på 23. plads. Bedste i Danmark anerkendte stangspringsresultat var 4,42 (indendørs) som han også sprang 1960. 
Efter OL stoppede han atletikkarrieren til fordel for et liv i forretningsverdenen.

## Danske mesterskaber
- Guld 1960  Stangspring 4,35
- Guld 1960  Længdespring 6,94
- Sølv 1957  Stangspring 3,70
- Sølv 1957  Længdespring 6,99
- Guld 1957  Tikamp
- Guld 1953  Femkamp
- Guld 1953  Tikamp
- Bronze 1952  Stangspring 3,70
- Guld 1952  Femkamp
- Guld 1952  Tikamp
- Bronze 1952  Længdespring 6,84
- Bronze 1952  Trespring 13,89
- Bronze 1951  Stangspring 3,80